# Сарамаго, Жозе
Жозе́ де Со́уза Сарама́го (также Сарамагу, порт. José de Sousa Saramago [ʒuˈzɛ sɐɾɐˈmaɣu]; 16 ноября 1922, Азиньяга, Рибатежу, Португалия — 18 июня 2010, Тиас, Лас-Пальмас, Канарские острова, Испания) — португальский писатель и поэт, драматург и переводчик, лауреат Нобелевской премии по литературе (1998). Основатель Национального фронта защиты культуры.

## Биография
Жозе де Соза родился 16 ноября 1922 года в крестьянской семье в провинции Рибатежу в посёлке Азиньяга, в 100 км от Лиссабона. Новая фамилия (Сарамаго, португальское народное название дикой редьки) появилась у будущего писателя спустя семь лет, когда выяснилось, что работник архива «на свой страх и риск добавил к имени прозвище нашей семьи».
С 1924 года вместе с семьёй жил в столице. По причине бедности родителей не получил даже среднего образования. Работал автослесарем, чертёжником, служил в сфере здравоохранения и социального страхования. Одновременно изучал иностранные языки, много читал. В 22 года Сарамаго женился на португальской художнице Илде Рейш.
Свою первую книгу («Грешная земля») опубликовал в 1947 году, после этого до 1966 года ничего не публиковал. В 1969 году Сарамаго вступил в подпольную Португальскую коммунистическую партию. После Революции Красных гвоздик некоторое время (1974—1975) работал политическим обозревателем и возглавлял отдел культуры в газете «Diário de Lisboa», а в 1975 году занял пост заместителя главного редактора ежедневной столичной газеты «Diário de Notícias». С 1976 года журналистская карьера была прервана увольнением, и Сарамаго решил посвятить себя исключительно литературному творчеству. Годом позже в свет вышел первый роман «профессионального» писателя — «Учебник живописи и каллиграфии», который спустя много лет в Нобелевской лекции Сарамаго назвал «двойной инициацией» — идеальным совпадением момента рождения персонажа и автора.
К этому времени писатель уже развёлся с первой женой. В 1980-е годы он женился ещё раз — на испанской журналистке Пилар дель Рио.
После визита в Израиль в 2002 году Сарамаго заявил, что политика, проводимая на палестинских территориях, «напомнила ему поведение гитлеровцев в отношении евреев в концлагере Освенцим». После резких заявлений МИД Израиля и не менее резкой отповеди Сарамаго, его романы исчезли с прилавков книжных магазинов страны, то есть писателю фактически был объявлен негласный бойкот.
Жозе Сарамаго, называвший себя «либертарным коммунистом», выставлялся на всех выборах в Европарламент с 1989 по 2009 год от Коалиции демократического единства вокруг Португальской коммунистической партии. В 1989 году он также избирался в местный совет португальской столицы как коммунистический кандидат от списка коалиции «За Лиссабон».

## Творчество
С некоторыми оговорками творчество Сарамаго принято относить к магическому реализму. Его фантасмагорическая проза исполнена идеей всечеловеческого равенства и глубоким гуманизмом. Стиль письма, начиная с первых вещей, оставался практически неизменным. Малофрагментированный, монолитный по структуре текст традиционно лишен деления на главы. Дополнительную плотность придает отсутствие знаков «тире» и построчной разбивки в диалогах.

### «Поднявшийся с земли»
Не беря в расчет ранних творческих опытов, можно сказать, что литературный талант проснулся у Сарамаго поздно. Первое значительное произведение — семейная сага «Поднявшийся с земли» — увидело свет в 1980 г, когда автору было 58 лет. Книгу можно считать итогом семилетней политической деятельности писателя: её тема — гражданское становление португальского крестьянства в эпоху растянувшейся на несколько поколений правой диктатуры. Идеология романа находится под очевидным марксистским влиянием: осознав себя угнетаемым классом, крестьяне начинают политическую борьбу с латифундистами. Результатом становится революция 1974 года, о которой Сарамаго упоминает лишь вскользь, вероятно, потому, что итоги её оказались сомнительны для левого движения. Социальная составляющая (описание нищеты деревенского быта, бесправного положения крестьянства) переплетается в книге с фольклорными мотивами, элементами притчи и даже сказки. Спустя два года после публикации на родине автора, в 1982 году роман был выпущен в СССР, открыв для советского читателя знакомство с прозой будущего нобелевского лауреата.

### «Воспоминание о монастыре»
Всего в СССР было опубликовано два романа Жозе Сарамаго. Второй из них — «Воспоминание о монастыре» — увидел свет на русском в 1985 г. Книга повествует о любви ветерана-калеки Балтазара Семь Солнц и ведуньи Блимунды Семь Лун, разворачивающейся на фоне эпического строительства монастыря в Мафре в первой половине XVIII в. Обрисовав удручающее положение простонародья в позднефеодальной Португалии с всесильным влиянием католической церкви, Сарамаго упрочил своё положение на левом литературном фланге. Антиклерикальный настрой романа вызвал ожесточенные обвинения в богохульстве со стороны Ватикана. Впрочем, кинорежиссёр Федерико Феллини назвал «Воспоминания о монастыре» одной из самых интересных книг современности и даже обдумывал её экранизацию. Но замыслу так и не суждено было осуществиться.

### «Каменный плот»
Однако в 2001 г. на экраны вышел фильм «Трещина» («La Balsa de piedra»), снятый французским режиссёром Жоржем Слюйзером (George Sluizer) по мотивам другой книги Сарамаго «Каменный плот». В ней автор рассказывает удивительную историю о том, как Иберийский полуостров откололся от материка вдоль Пиренейского хребта и отправился в свободное плавание по Атлантическому океану. Тектонический сдвиг сопровождается рядом событий сказочно-мистического толка, непосредственные участники которых собираются вместе, чтобы отправиться в странствие по отколовшемуся полуострову. «Каменный плот», по форме роман-путешествие, повествует о непростых отношениях испанцев и португальцев друг с другом и остальной Европой.

### «Евангелие от Иисуса»
Особое место в творчестве Сарамаго занимает роман «Евангелие от Иисуса». Через год после его выхода Сарамаго получил Нобелевскую премию по литературе c формулировкой «за работы в форме притч, исполненных фантазии, иронии». Тем не менее нельзя не отметить очень быструю реакцию Нобелевского комитета на публикацию романа. В соответствии с названием, книга представляет собой альтернативное изложение Евангельских событий. Противопоставляя Иисуса ветхозаветному Яхве, вкладывая в Его уста земную, человеческую правду, Сарамаго разрушает первоначальный догмат о Троице. Иисус же, в свою очередь, становится фактически революционным персонажем, который пришел именно, чтобы нарушить «закон и пророков», но никак не исполнить. В романе проводится критика христианской догматики с точки зрения левого гуманизма и утверждение ценностей последнего.

### «Перебои в смерти»
Жемчужиной позднего творчества Сарамаго стал фантастический роман-притча «Перебои в смерти». В соответствии с названием, автор рисует совершенно невозможную ситуацию, когда в некой стране перестают умирать люди. Причиной оказывается то, что смерть, действующая в книге на правах персонажа, возмутившись неблагодарным к себе отношением, объявляет бессрочную забастовку. В первой части книги, по канонам фантастической литературы, Сарамаго описывает всевозможные бытовые, экономические и политические последствия, к которым привёл сбой жизненного цикла нации. Во второй части тональность неожиданно меняется, и фантастический роман превращается в роман любовный, где действующими лицами оказываются всё та же смерть и стареющий музыкант, которого она пришла забрать, сменив, наконец, гнев на милость. Контрастное сочетание двух разнородных текстов под одной обложкой впервые находит место в творчестве автора, а глубина образов и уровень языка выводят «Перебои в смерти» в список лучших произведений Сарамаго.

### Романы
1. 1947 — «Земля греха»[англ.] / порт. Terra do Pecado
2. 1977 — «Учебник живописи и каллиграфии»[англ.] / порт. Manual de Pintura e Caligrafia
3. 1980 — «Поднявшийся с земли»[серб.] («Восставшие из праха») / порт. Levantado do Chão
4. 1982 — «Воспоминание о монастыре» / порт. Memorial do Convento
5. 1984 — «Год смерти Рикардо Рейса»[англ.] / порт. O Ano da Morte de Ricardo Reis
6. 1986 — «Каменный плот» / порт. A Jangada de Pedra
7. 1989 — «История осады Лиссабона» / порт. História do Cerco de Lisboa
8. 1995 — «Слепота» / порт. Ensaio sobre a Cegueira
9. 1997 — «Все имена»[англ.] («Книга имен») / порт. Todos os Nomes
10. 1997 — «Евангелие от Иисуса» / порт. O Evangelho Segundo Jesus Cristo, Lisboa — 1997[12]
11. 2000 — «Пещера»[англ.] / порт. A Caverna
12. 2002 — «Двойник»[англ.] / порт. O Homem Duplicado
13. 2004 — «[Про]зрение»[англ.] / порт. Ensaio Sobre a Lucidez
14. 2005 — «Перебои в смерти»[англ.] / порт. As Intermitências da Morte
15. 2008 — «Странствие слона»[англ.] / порт. A Viagem do Elefante
16. 2009 — «Каин» / порт. Caim

### Поэмы
1. 1966 — «Возможные стихотворения»[англ.] / порт. Os Poemas Possíveis
2. 1970 — «Возможные стихотворения»[англ.] / порт. Provavelmente Alegria
3. 1975 — «Год 1993»[англ.] / порт. O Ano de 1993

### Хроники
1. 1971 — «Этот мир и другой»[англ.] / порт. Deste Mundo e do Outro
2. 1973 — «Багаж путешественника»[англ.] / порт. A Bagagem do Viajante
3. 1974 — «Мнения, что „Diário de Notícias” было»[англ.] / порт. As Opiniões que o DL Teve
4. 1977 — «Примечания»[англ.] / порт. Os Apontamentos

### Сказки
1. 1978 — «Квазиобъект»[англ.] / порт. Objecto Quase
2. 1979 — «Поэтика Пять чувств - ухо»[англ.] / порт. Poética dos Cinco Sentidos - O Ouvido
3. 1997 — «Повесть о неизвестном острове»[англ.] / порт. O Conto da Ilha Desconhecida

### Путевые заметки
1. 1981 — «Путешествие в Португалию»[англ.] / порт. Viagem a Portugal

### Дневник и воспоминания
1. 1994 — «Журнал Лансароте»[англ.] / порт. Cadernos de Lanzarote (I-V)
2. 2006 — «Маленькие Воспоминания»[англ.] / порт. As Pequenas Memórias

### Книги для детей
1. 2001 — «Самый большой Цветок Мира»[англ.] / порт. A Maior Flor do Mundo

## Переводы на русский язык
В русском написании фамилия указывается как Сарамаго.
- Воспоминания о монастыре / пер. Александры М. Косс (СПб.: Амфора, 2002. — 495 с. — ISBN 5-94278-290-3; М.: Эксмо; СПб.: Домино, 2008. — 416 с. — ISBN 978-5-699-25385-2).
- Год смерти Рикардо Рейса:
  - пер. Александра С. Богдановского (М.: Махаон, 2003. — 704 с. — ISBN 5-18-000524-8);
  - пер. Александра С. Богдановского, Сергея Александровского, Евгения Витковского, Анатолия Гелескула, Геннадия Зельдовича и Леонида Цывьяна (М.: Эксмо; СПб.: Домино, 2008. — 592 с. — ISBN 978-5-699-27705-6).
- Двойник / пер. Елены Голубевой (М.: Эксмо; СПб.: Домино, 2008. — 336 с. — ISBN 978-5-699-26829-0).
- Евангелие от Иисуса / пер. Александра С. Богдановского (М.: Вагриус, 1999. — 384 с. — ISBN 5-7027-0817-2; М.: Махаон, 2003—448 с. — ISBN 5-18-000417-9; М.: Махаон, 2005 (2006). — 512 с. — ISBN 5-18-000676-7; М.: Эксмо; СПб.: Домино, 2007. — 432 с. — ISBN 978-5-699-24995-4).
- Каменный плот / пер. Александра С. Богдановского (К.: София, М.: Гелиос, 2002. — 464 с. — ISBN 5-344-00268-8; М.: Эксмо; СПб.: Домино, 2008. — 400 с. — ISBN 978-5-699-25723-2).
- Кентавр (с. 38—63). — В сб.: Совсем другие истории (сост. Н. Гордимер). — М.: Открытый мир, 2006. — 400 с. — ISBN 5-9743-0040-8.
- Перебои в смерти / пер. Александра С. Богдановского (М.: Эксмо, 2006. — 256 с. — ISBN 5-699-18377-9; М.: Эксмо; СПб.: Домино, 2008. — 256 с. — ISBN 978-5-699-26360-8).
- Поднявшиеся с земли / пер. Александра С. Богдановского и Натальи Малыхиной (М.: Прогресс, 1982. — 392 с.); 
 как Поднявшийся с земли / пер. Александра С. Богдановского и Натальи Малыхиной (М.: Махаон, 2002. — 384 с. — ISBN 5-18-000409-8).
- Слепота / пер. Александра С. Богдановского (М.: Эксмо; СПб.: Домино, 2008. — 368 с. — ISBN 978-5-699-28384-2).
- Книга имён / пер. Александра С. Богдановского (М.: Эксмо; СПб.: Домино, 2010. — 304 с. — ISBN 978-5-699-45257-6).
- Странствие слона / пер. Александра С. Богдановского (М.: Эксмо; СПб.: Домино, 2011. — ISBN 978-5-699-50679-8).
- Каин / пер. Александра Богдановского (М.: Эксмо, 2012. — ISBN 978-5-699-60567-5).
- (Про)зрение / пер. Александра Богдановского (М.:Эксмо, 2013 — ISBN 978-5-699-69212-5).
- История осады Лиссабона / пер. Александра С. Богдановского (М.: Азбука, 2016 — ISBN 978-5-389-09729-2).

## Награды
- Кавалер Большой цепи ордена Сантьяго и меча (Португалия, 3 декабря 1998 года)[13]
- Командор ордена Сантьяго и меча (Португалия, 24 августа 1985 года)[13]
- Большая цепь ордена Камоэнса (Португалия, 16 ноября 2021 года)[14]
- Офицер ордена Почётного легиона (Франция, 1999 год)[15]